# Jerk Liljefors
Jerk Magnus Liljefors, född 10 augusti 1934 i Stockholm, är en svensk skådespelare och regissör.
Liljefors var verksam vid Dramaten åren 1955–1959. Han var chef för Riksteatern 1989–1994.

## Filmografi
- 1955 – Den glade skomakaren
- 1956 – På heder och skoj

## Teater

### Roller
| År   | Roll         | Produktion                                           | Regi             | Teater                   |
| ---- | ------------ | ---------------------------------------------------- | ---------------- | ------------------------ |
| 1954 | Timothy      | Fadershjärtat (The Bread-Winner) W. Somerset Maugham | Stig Torsslow    | Dramaten/ Folkparksturné |
| 1955 |              | Markurells i Wadköping Hjalmar Bergman               | Sandro Malmquist | Skansens friluftsteater  |
| 1957 | George Gibbs | Vår lilla stad (Our Town) Thornton Wilder            | Sandro Malmquist | Riksteatern              |
| 1959 |              | En midsommarnattsdröm William Shakespeare            | Sandro Malmquist | Skansens friluftsteater  |

### Regi
| År   | Produktion                | Upphovsmän      | Teater      |
| ---- | ------------------------- | --------------- | ----------- |
| 1960 | Född i går Born Yesterday | Garson Kanin    | Riksteatern |
| 1962 | Råttfällan The Mousetrap  | Agatha Christie | Riksteatern |
| 1967 | Peer Gynt                 | Henrik Ibsen    | Riksteatern |